# Asop (fill d'Oceà)
Segons la mitologia grega, Asop (en grec antic Ἀσωπός, Asopos) va ser un déu fluvial, fill de Posidó i de Pero, o de Zeus i Eurínome, o, com tots els rius, d'Oceà i de Tetis.
Es va casar amb Mètope, filla del riu Ladó, de la qual va tenir dos fills, Ismenos i Pelagont, i vint filles. Diodor en cita dotze, entre elles Ismene, Asopis, casada amb Jàpet, Salamina, Harpinna, Tebe i Egina. De vegades se li atribueix la paternitat d'Antíope, mare de Zetos i d'Amfíon, la de Pirene, la nàiade que donà nom a una font de Corint, i la de Platea, epònima de la ciutat de Platea.
Quan una de les seves filles, Egina, fou raptada per Zeus, sortí a perseguir-los, però el déu, assetjant-lo amb llamps, el va fer tornar a les seues riberes.